# I Lost on Jeopardy
I Lost on Jeopardy è un singolo del cantante statunitense "Weird Al" Yankovic estratto dall'album "Weird Al" Yankovic in 3-D ed è la parodia della canzone Our Love's in Jeopardy di Greg Khin.

## Significato
La canzone parla di Weird Al che partecipa al quiz televisivo Jeopardy! (un quiz simile all'italiano Rischiatutto), dove, a causa della sua impreparazione e della sua ansia, sbaglia tutte le risposte, perde e viene buttato fuori dal quiz.
La canzone è stata oggetto di numerose risposte nel quiz show stesso, in particolare nell'episodio del 13 agosto 2021. Il moderatore Joe Buck ha letto la risposta in "Lost" per $ 1.200: 
Il campione di diciassette giorni Matt Amodio ha chiesto correttamente: 
Buck ha risposto: 

## Tracce
1. I Lost on Jeopardy – 3:26
2. I'll Be Mellow When I'm Dead – 3:37

## Il video
Nel video si vede "Weird Al" Yankovic che partecipa al quiz Jeopardy contro un idraulico e un architetto (tutti e due laureati).
Durante la seconda strofa, Yankovic comincia a sudare, a farsi prendere dall'ansia e sbaglia tutte le risposte e l'annunciatore Don Pardo gli annuncia che ha perso e che non ha vinto niente (nemmeno i premi di consolazione) e gli dice addirittura che ha portato vergogna al nome della sua famiglia.
Alla fine Yankovic viene buttato fuori e finisce nell'auto di due novelli sposi (dove alla fine si nota che lo sposo non è altro che Greg Khin in persona).

## Classifiche
| Classifica (1984)      | Posizione massima |
| ---------------------- | ----------------- |
| U.S. Billboard Hot 100 | 81                |